# Rochemaure
Rochemaure ist eine französische Gemeinde mit 2.250 Einwohnern (Stand 1. Januar 2022) im Département Ardèche und der Region Auvergne-Rhône-Alpes.

## Geografie
Der Ort liegt überwiegend auf der westlichen Talseite der Rhône gegenüber der Stadt Montélimar. Hier zweigt der Abkürzungskanal Canal de Dérivation de Montélimar von der Rhône ab. Der Zulauf zur Rhône wird über die Wehranlage Barrage de Rochemaure mit einem Laufwasserkraftwerk reguliert. Unterhalb des Sperrwerkes mündet das Flüsschen Lavézon in die Rhône.

## Bevölkerungsentwicklung
| Jahr                       | 1962 | 1968 | 1975 | 1982 | 1990 | 1999 | 2016 |
| -------------------------- | ---- | ---- | ---- | ---- | ---- | ---- | ---- |
| Einwohner                  | 1153 | 970  | 1067 | 1789 | 1809 | 1870 | 2268 |
| Quellen: Cassini und INSEE |      |      |      |      |      |      |      |

## Sehenswürdigkeiten
Die von Marc Seguin erbaute marode Hängebrücke aus dem Jahr 1859 wurde 2013 erneuert und steht seither wieder Fußgängern und Radfahrern zum Überqueren der Rhône zur Verfügung. Die drei Brückenpfeiler der sogenannten „Passarelle Himalayenne“ sind im mittelalterlichen Stil gestaltet, angepasst an die restliche Bebauung des Ortes.
Oberhalb des Ortes auf einem Hügel befinden sich die Ruinen der Burg Rochemaure aus dem 12. Jahrhundert und einem Vorgängerbau Tour du Guast aus dem 10. Jahrhundert sowie die befestigte Altstadt. Am Berghang darunter liegt die von Zypressen umsäumte Kapelle Notre Dame des Anges aus dem 13. Jahrhundert. Ein weiteres Kirchengebäude stellt die katholische Kirche Saint Laurent dar.
Außerhalb des Ortskerns wurde 1597 im Ortsteil La Blache ein neues Schloss errichtet, das für sein ausgeklügeltes Bewässerungssystem bekannt ist, das Château de Joviac. Dort finden kulturelle Veranstaltungen, wie Ausstellungen und Konzerte statt.